# Czechy na Mistrzostwach Świata w Lekkoatletyce 2015
Czechy na Mistrzostwach Świata w Lekkoatletyce 2015 – reprezentacja Czech podczas Mistrzostw Świata w Pekinie liczyła 25 zawodników, którzy zdobyli jeden złoty medal.

## Występy reprezentantów Czech

### Mężczyźni

#### Konkurencje biegowe
| Bieg na 400 m              | Pavel Maslák | 45,16   | 22. | NQ    | NQ  | NQ  | NQ  |     |     |
| Bieg na 1500 m             | Jakub Holuša | 3:43,66 | 30. | NQ    | NQ  | NQ  | NQ  |     |     |
| Bieg na 110 m przez płotki | Petr Svoboda | DSQ     | DSQ | 13,67 | 23. | NQ  | NQ  |     |     |
| Chód na 50 km              | Lukáš Gdula  | —       | —   | —     | —   | DSQ | DSQ | DSQ | DSQ |

#### Konkurencje techniczne
| Konkurencja    | Zawodnik         | Eliminacje | Eliminacje | Finał    | Finał   |
| Konkurencja    | Zawodnik         | Rezultat   | Pozycja    | Rezultat | Pozycja |
| -------------- | ---------------- | ---------- | ---------- | -------- | ------- |
| Skok wzwyż     | Jaroslav Bába    | 2,31 SB    | 8. Q       | 2,29     | 7.      |
| Skok o tyczce  | Michal Balner    | 5,70       | 7. Q       | 5,65     | 7.      |
| Skok o tyczce  | Jan Kudlička     | 5,70       | 1. Q       | 5,50     | 13.     |
| Skok w dal     | Radek Juška      | 7,98       | 12. q      | 7,57     | 11.     |
| Pchnięcie kulą | Jan Marcell      | 20,32      | 11. q      | 19,69    | 10.     |
| Pchnięcie kulą | Tomáš Staněk     | 19,64      | 19.        | NQ       | NQ      |
| Rzut młotem    | Lukáš Melich     | 72,12      | 20.        | NQ       | NQ      |
| Rzut oszczepem | Petr Frydrych    | 74,24      | 30.        | NQ       | NQ      |
| Rzut oszczepem | Jakub Vadlejch   | 78,95      | 20.        | NQ       | NQ      |
| Rzut oszczepem | Vítězslav Veselý | 83,63      | 4. Q       | 83,13    | 8.      |

| Dziesięciobój | Dziesięciobój       | Dziesięciobój | Dziesięciobój | Dziesięciobój |
| Zawodnik      | Konkurencja         | Wynik         | Punkty        | Pozycja       |
| ------------- | ------------------- | ------------- | ------------- | ------------- |
| Adam Helcelet | Bieg na 100 m       | 11,09         | 841           | 21.           |
| Adam Helcelet | Skok w dal          | 7,29          | 883           | 16.           |
| Adam Helcelet | Pchnięcie kulą      | 15,30 PB      | 808           | 3.            |
| Adam Helcelet | Skok wzwyż          | 2,04          | 840           | 8.            |
| Adam Helcelet | Bieg na 400 m       | 49,66 SB      | 830           | 19.           |
| Adam Helcelet | Bieg na 110 m p.pł. | 14,20 PB      | 949           | 6.            |
| Adam Helcelet | Rzut dyskiem        | 42,90         | 724           | 13.           |
| Adam Helcelet | Skok o tyczce       | 4,90 SB       | 880           | 9.            |
| Adam Helcelet | Rzut oszczepem      | 63,07 SB      | 784           | 7.            |
| Adam Helcelet | Bieg na 1500 m      | 4:37,65 PB    | 695           | 14.           |
| Razem         | Razem               | Razem         | 8234 SB       | 11.           |

### Kobiety

#### Konkurencje biegowe
| Konkurencja                   | Zawodniczka      | Runda 1  | Runda 1 | Półfinał | Półfinał | Finał    | Finał   |
| Konkurencja                   | Zawodniczka      | Rezultat | Pozycja | Rezultat | Pozycja  | Rezultat | Pozycja |
| ----------------------------- | ---------------- | -------- | ------- | -------- | -------- | -------- | ------- |
| Bieg na 400 m przez płotki    | Zuzana Hejnová   | 54,55    | 14. Q   | 54,24    | 1. Q.    | 53,50 WL | złoto   |
| Bieg na 400 m przez płotki    | Denisa Rosolová  | 55,33    | 9. Q    | 55,73    | 11.      | NQ       | NQ      |
| Bieg na 3000 m z przeszkodami | Lucie Sekanová   | 9:45,72  | 27.     | —        | —        | NQ       | NQ      |
| Chód na 20 km                 | Anežka Drahotová | —        | —       | —        | —        | 1:30:32  | 8.      |
| Chód na 20 km                 | Lucie Pelantová  | —        | —       | —        | —        | 1:38:34  | 36.     |

#### Konkurencje techniczne
| Konkurencja    | Zawodniczka       | Eliminacje | Eliminacje | Finał    | Finał   |
| Konkurencja    | Zawodniczka       | Rezultat   | Pozycja    | Rezultat | Pozycja |
| -------------- | ----------------- | ---------- | ---------- | -------- | ------- |
| Skok wzwyż     | Oldřiška Marešová | 1,89       | 19.        | NQ       | NQ      |
| Skok o tyczce  | Jiřina Ptáčníková | NM         | NM         | NQ       | NQ      |
| Rzut młotem    | Tereza Králová    | 61,39      | 30.        | NQ       | NQ      |
| Rzut oszczepem | Barbora Špotáková | 65,02      | 3. Q       | 60,08    | 9.      |

| Siedmiobój       | Siedmiobój         | Siedmiobój | Siedmiobój | Siedmiobój |
| Zawodniczka      | Konkurencja        | Wynik      | Punkty     | Pozycja    |
| ---------------- | ------------------ | ---------- | ---------- | ---------- |
| Eliška Klučinová | Bieg na 100 m p.pł | 14,06      | 970        | 27.        |
| Eliška Klučinová | Skok wzwyż         | 1,86       | 1054       | 3.         |
| Eliška Klučinová | Pchnięcie kulą     | 13,79      | 780        | 14.        |
| Eliška Klučinová | Bieg na 200 m      | 25,39      | 851        | 28.        |
| Eliška Klučinová | Skok w dal         | 6,10       | 880        | 16.        |
| Eliška Klučinová | Rzut oszczepem     | 51,09 PB   | 881        | 5.         |
| Eliška Klučinová | Bieg na 800 m      | 2:19,18    | 831        | 17.        |
| Razem            | Razem              | Razem      | 6247       | 13.        |